# John William MacIntosh
Pour les articles homonymes, voir John MacIntosh et McIntosh.
John William MacIntosh est un homme politique canadien de la Colombie-Britannique. Il est aussi député provincial Libéral de la circonscription britanno-colombienne de Vancouver City de 1916 à 1917 et député indépendant de 1917 à 1920.